# U.S. Salernitana 1919
Unione Sportiva Salernitana 1919, thường được gọi là Salernitana, là một câu lạc bộ bóng đá Ý có trụ sở tại Salerno, Campania. Hiện đội đang thi đấu tại Serie A.
Câu lạc bộ là người thừa kế hợp pháp của Salernitana Calcio 1919 và có một sự liên tục tham gia thể thao cũng với Salerno Calcio trước đây trong mùa giải 2011-12 khởi động lại từ Serie D thay vì từ Terza Categoria, nhờ Điều 52 NOIF của FIGC.
Câu lạc bộ - tên là Salerno Calcio - đã được thăng hạng lên Lega Pro Seconda Divisione khi lấy lại tên gốc của US Salernitana 1919. Nó đã được thăng hạng lên Lega Pro Prima Divisione vào mùa giải tiếp theo.

## Lịch sử

### Từ Unione Sportiva Salernitana đến Salernitana Calcio 1919
Nguồn gốc của đội bóng bắt đầu từ năm 1919 khi ở Salerno được thành lập Unione Sportiva Salernitana đổi tên thành Salernitana Sport vào năm 1978, đội đã dành phần lớn lịch sử của họ tham gia tại cấp độ Serie B và Serie C của bóng đá Ý.
Salernitana chơi các trận đấu trên sân nhà của họ tại Stadio Arechi. Trong những năm đầu tiên của họ, Salernitana đã thi đấu Giải vô địch bóng đá Ý tại các hạng đấu khu vực. Họ đã chơi ở cấp độ này trong bốn mùa trong những năm 1920. Kể từ đó, câu lạc bộ đã trở lại đẳng cấp cao nhất của bóng đá Ý hai lần; họ đã chơi ở Serie A trong suốt 1947-48 và 1998.
Salernitana, đội mặc một bộ đồ đồng màu, đã có một vài lần thay đổi tên kể từ khi đội xuất hiện lần đầu tiên vào năm 1919; một là sau khi sáp nhập với Audax Salerno.
Vào năm 2005, câu lạc bộ đã phá sản nhưng được tái lập bởi Antonio Lombardi, đổi tên từ Salernitana Sport thành Salernitana Calcio 1919.
Vào mùa hè năm 2011, đội đã không kháng cáo loại trừ bởi Ủy ban di động Vigilanza sulle Società di Calcio Professionistiche (Co.vi.so.c) và bị loại trừ bởi bóng đá Ý.

### Từ Salerno Calcio đến US Salernitana 1919

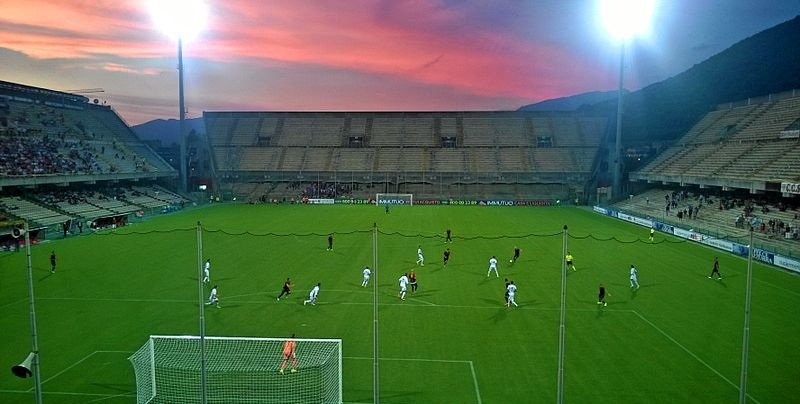
Trận Salernitana-Cosenza mùa giải 2014-15

Vào ngày 21 tháng 7 năm 2011, thị trưởng của Salerno Vincenzo De Luca chọn đề xuất của công ty Morgenstern Srl do Gianni Mezzaroma quản lý để thành lập đội bóng mới Salerno Calcio, do đó đại diện cho thành phố tại Serie D. Thành viên  và nhân vật chính vĩ đại của dự án là Claudio Lotito, chủ tịch của Lazio. Anh rể của anh và con trai của Gianni, Marco Mezzaroma là chủ tịch của đội: anh là chồng của cựu bộ trưởng Ma-rốc Carfagna, sinh ra ở thị trấn.
Câu lạc bộ trong mùa giải 2011-12 đã ngay lập tức được thăng hạng lên Lega Pro Seconda Divisione, chiến thắng tại bảng G của Serie D.
Vào ngày 12 tháng 7 năm 2012, câu lạc bộ được đổi tên thành US Salernitana 1919.

### 2012-13 Lega Pro Seconda Divisione
Trong mùa giải 2012-13 Lega Pro Seconda Divisione, Salernitana kết thúc tại vị trí đầu tiên ở Girone B, và được thăng hạng Lega Pro Prima Divisione. Đây là lần thăng hạng thứ hai liên tiếp cho đội. Cuối cùng Salernitana đã giành được vị trí đầu tiên bảng C của Lega Pro và trở lại Serie B trong mùa giải 2014-15.

### Trở lại Serie A sau 23 năm
Sau nhiều mùa giải ở các cấp độ thấp của bóng đá Ý, Salernitana đã giành quyền thăng hạng lên Serie A 2021-22 dưới nhiệm kỳ của huấn luyện viên trưởng Fabrizio Castori , xếp ở vị trí thứ 2 sau nhà vô địch Empoli . Sự thăng hạng đã được đảm bảo với chiến thắng 3–0 trước Pescara ở vòng đấu cuối cùng (vòng 38) Serie B 2020-21. Tuy nhiên, việc Salernitana trở lại Serie A buộc Lotito và Mezzaroma phải bán câu lạc bộ, do luật bóng đá Ý không cho phép hai câu lạc bộ của cùng một chủ sở hữu thi đấu trong cùng một giải đấu. Vào ngày 7 tháng 7 năm 2021, Hội đồng Liên bang FIGC đã thông qua việc ủy thác cho Salernitana nắm quyền điều hành câu lạc bộ, đồng nghĩa với việc đội bóng chính thức được thi đấu tại Serie A lần đầu tiên sau 23 năm.

## Màu sắc, huy hiệu và biệt danh
Salernitana ban đầu mặc áo sơ mi sọc trắng và xanh nhạt, được biết đến ở Ý là biancocelesti. Màu xanh trên áo được chọn để đại diện cho biển, Salerno thành phố nằm ngay bên cạnh Vịnh Salerno và có truyền thống lâu đời là một thành phố cảng. Trong những năm 1940, câu lạc bộ đã đổi thành áo màu hạt dẻ, họ đã có được biệt danh granata ở quê nhà.
Trong mùa giải 2011-12 với tên Salerno Calcio, chiếc áo có sọc xanh và đỏ đậm, với biểu tượng của Thánh Matthew, vị thánh bảo trợ của thành phố, tương tự như của Barcelona.
Kể từ ngày 12 tháng 7 năm 2012 với việc đổi tên thành US Salernitana 1919, màu sắc của chiếc áo đầu tiên lại là màu hồng ngọc truyền thống.

## Danh hiệu
- Serie B:

Vô địch (2): 1946-47; 1997-98
- Serie C / Serie C1:

Vô địch (4): 1937-38; Năm 1965-66; 2007-08; 2014-15
Á quân (2): 1989-90; 1993-94
- Coppa Italia Serie C:

Á quân (1): 1980
Vô địch (1): 2013-14 trước Monza Calcio 
- Lega Pro Seconda Divisione:

Vô địch (1): 2012-13
- Serie D:

Vô địch (1): 2011-12 (với tên Salerno Calcio)

## Cầu thủ

### Đội hình hiện tại
Tính đến ngày 25/9/2024
Ghi chú: Quốc kỳ chỉ đội tuyển quốc gia được xác định rõ trong điều lệ tư cách FIFA. Các cầu thủ có thể giữ hơn một quốc tịch ngoài FIFA.
| Số | VT | Quốc gia     | Cầu thủ                                  |
| -- | -- | ------------ | ---------------------------------------- |
| 1  | TM | Ý            | Vincenzo Fiorillo                        |
| 2  | HV | Ý            | Davide Gentile (mượn từ Fiorentina)      |
| 4  | HV | Hà Lan       | Tijs Velthuis (mượn từ Sparta Rotterdam) |
| 7  | TĐ | Ý            | Franco Tongya                            |
| 8  | TV | Úc           | Ajdin Hrustic                            |
| 9  | TĐ | Nigeria      | Simy                                     |
| 10 | TĐ | Venezuela    | Ernesto Torregrossa                      |
| 11 | TĐ | Sierra Leone | Yayah Kallon (mượn từ Hellas Verona)     |
| 13 | HV | Ý            | Fabio Ruggeri (mượn từ Lazio)            |
| 14 | TĐ | Chile        | Diego Valencia                           |
| 15 | HV | Tunisia      | Dylan Bronn                              |
| 17 | HV | Pháp         | Lilian Njoh                              |
| 19 | TV | Pháp         | Jeff Reine-Adélaïde                      |
| 20 | TV | Ba Lan       | Szymon Włodarczyk (mượn từ Sturm Graz)   |
| 21 | TV | Ý            | Roberto Soriano                          |
| 22 | TM | Ý            | Gregorio Salvati                         |

| Số | VT | Quốc gia | Cầu thủ                               |
| -- | -- | -------- | ------------------------------------- |
| 23 | TĐ | Ý        | Nicola Dalmonte                       |
| 24 | TĐ | Hà Lan   | Jayden Braaf (mượn từ Hellas Verona)  |
| 25 | TV | Ý        | Giulio Maggiore                       |
| 29 | HV | Ý        | Paolo Ghiglione                       |
| 30 | HV | Slovenia | Petar Stojanović (mượn từ Empoli)     |
| 31 | TV | Ý        | Daniele Verde (mượn từ Spezia)        |
| 33 | HV | Ý        | Gian Marco Ferrari                    |
| 41 | HV | Ý        | Tommaso Ferrari                       |
| 44 | TV | Ba Lan   | Paweł Jaroszyński                     |
| 55 | TM | Ý        | Luigi Sepe                            |
| 70 | TV | Colombia | Andrés Tello (mượn từ Catania)        |
| 73 | TV | Ý        | Lorenzo Amatucci (mượn từ Fiorentina) |
| 77 | TV | România  | Andres Șfaiț                          |
| 87 | TV | Ý        | Antonio Candreva                      |
| 99 | TV | Ba Lan   | Mateusz Łęgowski                      |

### Cho mượn
Ghi chú: Quốc kỳ chỉ đội tuyển quốc gia được xác định rõ trong điều lệ tư cách FIFA. Các cầu thủ có thể giữ hơn một quốc tịch ngoài FIFA.
| Số | VT | Quốc gia | Cầu thủ                                            |
| -- | -- | -------- | -------------------------------------------------- |
| —  | HV | Croatia  | Domagoj Bradarić (tại Hellas Verona đến 30/6/2025) |
| —  | HV | Áo       | Flavius Daniliuc (tại Hellas Verona đến 30/6/2025) |
| —  | HV | Pháp     | Junior Sambia (tại Empoli đến 30/6/2025)           |
| —  | TV | Ý        | Antonio Pio Iervolino (tại Taranto đến 30/6/2025)  |

| Số | VT | Quốc gia     | Cầu thủ                                             |
| -- | -- | ------------ | --------------------------------------------------- |
| —  | TV | Cộng hòa Síp | Grigoris Kastanos (tại Hellas Verona đến 30/6/2025) |
| —  | TV | Ý            | Matteo Lovato (tại Sassuolo đến 30/6/2025)          |
| —  | TĐ | Sénégal      | Boulaye Dia (tại Lazio đến 30/6/2025)               |

## Cựu cầu thủ
Các cựu cầu thủ từng thi đấu cho các đội tuyển quốc gia tương ứng.
Các cầu thủ đội tuyển bóng đá quốc gia Ý:
- Roberto Breda
- David Di Michele
- Marco Di Vaio
- Salvatore Fresi
- Gennaro Gattuso
- Walter Zenga

Các cầu thủ đội tuyển bóng đá quốc gia khác:
- Erjon Bogdani
- Andrei Cristea
- Francesco Di Jorio[17]
- Bülent Eken
- Norbert Gyömbér
- Phil Masinga
- Roberto Merino
- Ruslan Nigmatullin
- Siyabonga Nomvethe
- Rigobert Song
- Danny Tiatto
- Marco Zoro

## Huấn luyện viên
| - Géza Kertész (1929–31) - Pietro Leone (1931–32) - Ferenc Hirzer (1936–38) - Attila Sallustro (1939) - Ferenc Hirzer (1940–41) - Géza Kertész (1943–44) - Giuseppe Viani (1946–48) - Arnaldo Sentimenti (1950) - Rodolphe Hiden (1951–52) - Paolo Todeschini (1956–57) - Nicolò Nicolosi (1958–59) - Ettore Puricelli (1960–61) - Gyula Zsengellér (1961–62) - Rodolphe Hiden (1963–64) - Pietro Magni (1969) - Lucio Mujesan (1977) - Enea Masiero (1977–78) - Lucio Mujesan (1978) - Lamberto Leonardi (1980–81) - Romano Mattè (1981–82) - Francisco Lojacono (1982–83) - Mario Facco (1983–84) | - Gian Piero Ghio (1984–86) - Lamberto Leonardi (1989) - Giovanni Simonelli (1991–92) - Tarcisio Burgnich (1991–92) - Giuliano Sonzogni (1992–93) - Delio Rossi (1993–95) - Franco Colomba (1995–97) - Delio Rossi (1997–99) - Luigi Cagni (1999–2000) - Nedo Sonetti (2000–01) - Zdeněk Zeman (2001–02) - Stefano Pioli (2003–04) - Angelo Gregucci (2004–05) - Stefano Cuoghi (2005–06) - Gianfranco Bellotto (2006–07) - Andrea Agostinelli (2007) - Fabio Brini (2008) - Fabrizio Castori (2008) - Bortolo Mutti (2008–09) - Fabrizio Castori (2009) - Fabio Brini (2009) - Marco Cari (2009) | - Gianluca Grassadonia (2010) - Roberto Breda (2010–11) - Carlo Perrone (2011–12) - Giuseppe Galderisi (2012) - Carlo Perrone (2012–13) - Stefano Sanderra (2013) - Carlo Perrone (2013) - Angelo Gregucci (2014) - Mario Somma (2014) - Leonardo Menichini (2014–15) - Vincenzo Torrente (2015–16) - Leonardo Menichini (2016) - Giuseppe Sannino (2016) - Alberto Bollini (2016–17) - Stefano Colantuono (2017–18) - Angelo Gregucci (2018–19) - Leonardo Menichini (2019) - Gian Piero Ventura (2019–2020) - Fabrizio Castori (2020–2021) - Stefano Colantuono (2021–2022) - Davide Nicola (2022-nay) |